# 英国アカデミー賞 主演男優賞
英国アカデミー賞 主演男優賞（BAFTA Award for Best Actor in a Leading Role）は英国アカデミー賞の部門の一つ。
1952年から1967年までは、最優秀英国男優賞（BAFTA Award for Best British Actor）と最優秀外国男優賞（BAFTA Award for Best Foreign Actor）という2つのカテゴリーに分かれていたが、1968年より「主演男優賞」に統一された。

## 受賞者

### 1950年代
- 1952年 
  - 最優秀英国男優賞 ラルフ・リチャードソン 『超音ジェット機』
  - 最優秀外国男優賞 マーロン・ブランド 『革命児サパタ』
- 1953年 
  - 最優秀英国男優賞 ジョン・ギールグッド 『ジュリアス・シーザー』
  - 最優秀外国男優賞 マーロン・ブランド 『ジュリアス・シーザー』
- 1954年 
  - 最優秀英国男優賞 ケネス・モア 『Doctor in the House』
  - 最優秀外国男優賞 マーロン・ブランド 『波止場』
- 1955年 
  - 最優秀英国男優賞 ローレンス・オリヴィエ 『リチャード三世』
  - 最優秀外国男優賞 アーネスト・ボーグナイン 『マーティ』
- 1956年 
  - 最優秀英国男優賞 ピーター・フィンチ 『マレー死の行進/アリスのような町』
  - 最優秀外国男優賞 フランソワ・ペリエ 『居酒屋』
- 1957年 
  - 最優秀英国男優賞 アレック・ギネス 『戦場にかける橋』
  - 最優秀外国男優賞 ヘンリー・フォンダ 『十二人の怒れる男』
- 1958年 
  - 最優秀英国男優賞 トレヴァー・ハワード 『鍵』
  - 最優秀外国男優賞 シドニー・ポワチエ 『手錠のまゝの脱獄』
- 1959年 
  - 最優秀英国男優賞 ピーター・セラーズ 『ピーター・セラーズの 労働組合宣言!!』
  - 最優秀外国男優賞 ジャック・レモン 『お熱いのがお好き』

### 1960年代
- 1960年 
  - 最優秀英国男優賞 ピーター・フィンチ 『The Trials of Oscar Wilde』
  - 最優秀外国男優賞 ジャック・レモン 『アパートの鍵貸します』
- 1961年 
  - 最優秀英国男優賞 ピーター・フィンチ 『No Love for Johnnie』
  - 最優秀外国男優賞 ポール・ニューマン 『ハスラー』
- 1962年 
  - 最優秀英国男優賞 ピーター・オトゥール 『アラビアのロレンス』
  - 最優秀外国男優賞 バート・ランカスター 『終身犯』
- 1963年 
  - 最優秀英国男優賞 ダーク・ボガード 『召使』
  - 最優秀外国男優賞 マルチェロ・マストロヤンニ 『イタリア式離婚狂想曲』
- 1964年 
  - 最優秀英国男優賞 リチャード・アッテンボロー 『バタシの鬼軍曹』『雨の午後の降霊祭』
  - 最優秀外国男優賞 マルチェロ・マストロヤンニ 『昨日・今日・明日』
- 1965年 
  - 最優秀英国男優賞 ダーク・ボガード 『ダーリング』
  - 最優秀外国男優賞 リー・マーヴィン 『キャット・バルー』『殺人者たち』
- 1966年 
  - 最優秀英国男優賞 リチャード・バートン 『ヴァージニア・ウルフなんかこわくない』『寒い国から帰ったスパイ』
  - 最優秀外国男優賞 ロッド・スタイガー 『質屋』
- 1967年 
  - 最優秀英国男優賞 ポール・スコフィールド 『わが命つきるとも』
  - 最優秀外国男優賞 ロッド・スタイガー 『夜の大捜査線』

- 1968年 スペンサー・トレイシー:『招かれざる客』
- 1969年 ダスティン・ホフマン:『ジョンとメリー』『真夜中のカーボーイ』

### 1970年代
- 1970年 ロバート・レッドフォード:『夕陽に向って走れ』『明日に向って撃て!』『白銀のレーサー』
- 1971年 ピーター・フィンチ:『日曜日は別れの時』
- 1972年 ジーン・ハックマン:『ポセイドン・アドベンチャー』『フレンチ・コネクション』
- 1973年 ウォルター・マッソー:『突破口!』『おかしな結婚』
- 1974年 ジャック・ニコルソン:『チャイナタウン』『さらば冬のかもめ』
- 1975年 アル・パチーノ:『狼たちの午後』『ゴッドファーザーPARTII』
- 1976年 ジャック・ニコルソン:『カッコーの巣の上で』
- 1977年 ピーター・フィンチ:『ネットワーク』
- 1978年 リチャード・ドレイファス:『グッバイガール』
- 1979年 ジャック・レモン:『チャイナ・シンドローム』

### 1980年代
- 1980年 ジョン・ハート:『エレファントマン』
- 1981年 バート・ランカスター:『アトランティック・シティ』
- 1982年 ベン・キングズレー:『ガンジー』
- 1983年 マイケル・ケイン:『リタと大学教授』、ダスティン・ホフマン:『トッツィー』
- 1984年 ハイン・S・ニョール:『キリング・フィールド』
- 1985年 ウィリアム・ハート:『蜘蛛女のキス』
- 1986年 ボブ・ホスキンス:『モナリザ』
- 1987年 ショーン・コネリー:『薔薇の名前』
- 1988年 ジョン・クリーズ:『ワンダとダイヤと優しい奴ら』
- 1989年 ダニエル・デイ＝ルイス:『マイ・レフトフット』

### 1990年代
- 1990年 フィリップ・ノワレ:『ニュー・シネマ・パラダイス』
- 1991年 アンソニー・ホプキンス:『羊たちの沈黙』
- 1992年 ロバート・ダウニー・Jr:『チャーリー』
- 1993年 アンソニー・ホプキンス:『日の名残り』
- 1994年 ヒュー・グラント:『フォー・ウェディング』
- 1995年 ナイジェル・ホーソーン:『英国万歳!』
- 1996年 ジェフリー・ラッシュ:『シャイン』
- 1997年 ロバート・カーライル:『フル・モンティ』
- 1998年 ロベルト・ベニーニ:『ライフ・イズ・ビューティフル』
- 1999年 ケヴィン・スペイシー:『アメリカン・ビューティー』

### 2000年代
- 2000年 ジェイミー・ベル:『リトル・ダンサー』
- 2001年 ラッセル・クロウ:『ビューティフル・マインド』
- 2002年 ダニエル・デイ＝ルイス:『ギャング・オブ・ニューヨーク』
- 2003年 ビル・マーレイ:『ロスト・イン・トランスレーション』
- 2004年 ジェイミー・フォックス:『Ray/レイ』
- 2005年 フィリップ・シーモア・ホフマン:『カポーティ』
- 2006年 フォレスト・ウィテカー:『ラスト・キング・オブ・スコットランド』
- 2007年 ダニエル・デイ＝ルイス:『ゼア・ウィル・ビー・ブラッド』
- 2008年 ミッキー・ローク:『レスラー』
- 2009年 コリン・ファース:『シングルマン』

### 2010年代
- 2010年 コリン・ファース:『英国王のスピーチ』
- 2011年 ジャン・デュジャルダン:『アーティスト』
- 2012年 ダニエル・デイ＝ルイス:『リンカーン』
- 2013年 キウェテル・イジョフォー:『それでも夜は明ける』
- 2014年 エディ・レッドメイン: 『博士と彼女のセオリー』
- 2015年 レオナルド・ディカプリオ: 『レヴェナント: 蘇えりし者』
- 2016年 ケイシー・アフレック: 『マンチェスター・バイ・ザ・シー』
- 2017年 ゲイリー・オールドマン: 『ウィンストン・チャーチル/ヒトラーから世界を救った男』
- 2018年 ラミ・マレック: 『ボヘミアン・ラプソディ』
- 2019年 ホアキン・フェニックス: 『ジョーカー』

### 2020年代
- 2020年 アンソニー・ホプキンス:『ファーザー』
- 2021年 ウィル・スミス：『ドリームプラン』
- 2022年 オースティン・バトラー:『エルヴィス』
- 2023年 キリアン・マーフィー:『オッペンハイマー』
- 2024年 エイドリアン・ブロディ:『ブルータリスト』